# Stadtkreis Frankfurt am Main
| Basisdaten                           | Basisdaten                  |
| ------------------------------------ | --------------------------- |
| Preußische Provinz                   | Hessen-Nassau               |
| Regierungsbezirk                     | Wiesbaden                   |
| Sitz der Verwaltung                  | Frankfurt am Main           |
| Gründungsjahr                        | 1867                        |
| Einwohner                            | 168.418 (1885)              |
| Gemeinden                            | 8 (1867–1877) 7 (1877–1886) |
| Karte                                |                             |
| Gemeinden des Stadtkreises Frankfurt |                             |

Der Stadtkreis Frankfurt am Main (amtliche preußische Bezeichnung Stadtkreis Frankfurt a. M.) war ein Stadtkreis im Regierungsbezirk Wiesbaden in der preußischen Provinz Hessen-Nassau. Er umfasste das Gebiet der vormaligen freien Stadt Frankfurt und bestand aus dem Stadtgebiet und den zur freien Stadt gehörigen Dörfern (Landgebiet). Ab 1886 war der Stadtkreis identisch mit dem Stadtgebiet.

## Lage
Der Stadtkreis grenzte im Westen an den Mainkreis (Landkreis Wiesbaden), der ebenfalls zum Regierungsbezirk Wiesbaden gehörte. Der Nachbar im Osten und Norden war 
der Landkreis Hanau im Regierungsbezirk Kassel. Im Norden grenzte der Kreis zudem an die Großherzoglich-hessische Provinz Oberhessen, im Süden und Osten an 
die hessische Provinz Starkenburg.

## Geschichte
Durch die Verordnung vom 22. Februar 1867 wurde der Regierungsbezirk Wiesbaden geschaffen und in 12 Kreise eingeteilt, darunter auch der Stadtkreis Frankfurt a. M. Der Stadtkreis wurde aus dem bisherigen Stadt- und Landgebiete der vormaligen freien Stadt Frankfurt, unter Zulegung des bisher unter Großherzoglich Hessischer Souverainetät gestandenen Theiles des Ortsbezirks Nieder-Ursel gebildet. Die früheren Frankfurter Landgemeinden Nieder-Erlenbach und Dortelweil waren dafür an das Großherzogtum Hessen abgetreten worden.
Das Gemeindeverfassungs-Gesetz für Frankfurt a. M. vom 25. März 1867 garantierte der Stadtgemeinde die Selbstverwaltung (ihrer Angelegenheiten nach näherer Vorschrift dieses Gesetzes) und führte die Magistratsverfassung (Magistrat; Stadtverordneten-Versammlung mit 54 Mitgliedern) in Frankfurt ein. Die ersten Wahlen zur Stadtverordnetenversammlung fanden im November 1868 statt (§ 88 Abs. 2 Satz 2 des Gesetzes). Das Gebiet der Stadtgemeinde war in Ortsbezirke einzuteilen; der Magistrat bestimmte für jeden Bezirk einen Bezirksvorsteher und seinen Stellvertreter (§ 67 des Gesetzes). Die Aufsicht über die Stadtgemeinde übte der Regierungspräsident in Wiesbaden aus (§ 73 des Gesetzes).
Das Gesetz galt allerdings nur für das Gebiet der Stadtgemeinde Frankfurt einschließlich Sachsenhausen und deren Gemarkung (§ 1 des Gesetzes); die noch im Gebiet des Stadtkreises liegenden Landgemeinden Bonames, Hausen, Niederrad, Oberrad, Niederursel-Frankfurter Antheil fielen nicht unter das Gemeindeverfassungsgesetz. 1886 wurde der Landkreis Frankfurt gebildet, zu dem auch andere Gebiete als die Frankfurter Landgemeinden kamen: der vormals großherzoglich-hessische Anteil am Ortsbezirk Niederursel, der vormals großherzoglich-hessische Ortsbezirk Rödelheim, aus dem Amt Höchst der vormals nassauische Gemeindebezirk Heddernheim – und der größte Brocken – aus dem bisherigen Kreis Hanau die Stadt Bockenheim und die Gemeinden Eckenheim, Eschersheim, Ginnheim, Praunheim, sowie Preungesheim, Berkersheim und Seckbach.
Am 1. Januar 1877 wurde Bornheim nach Frankfurt eingemeindet. Bei der Kreisreform von 1886 wurden die restlichen Landgemeinden in den neuen Landkreis Frankfurt eingegliedert. Seit diesem Zeitpunkt bestand der Stadtkreis Frankfurt am Main nur noch aus der Stadt Frankfurt am Main.

## Einwohnerentwicklung
| Jahr | Einwohner |
| ---- | --------- |
| 1871 | 105.757   |
| 1875 | 124.070   |
| 1885 | 168.418   |

## Polizeipräsidenten
Nach § 7 der königlichen Verordnung vom 11. März 1867 oblagen die Aufgaben des Landrates dem Polizeipräsidenten.
- 1867–1872  Guido von Madai, zuvor königlicher Zivilkommissar für Frankfurt am Main
- 1872–1887  August von Hergenhahn (1830–1903)

## Gemeinden
Zum Stadtkreis Frankfurt am Main gehörten folgende Städte und Gemeinden:
- Frankfurt am Main, Stadt
  - Bornheim (bis 1877)
- Bonames
- Hausen
- Oberrad
- Niederrad
- Niederursel
  - Frankfurter Anteil
  - Großherzoglich-hessischer Anteil